# اوله اریکسون (ورزشکار)
اوله اریکسون (انگلیسی: Olle Ericsson; ۱ ژوئن ۱۸۹۰ – ۲۵ ژوئیهٔ ۱۹۵۰) ورزشکار ورزش تیراندازی اهل سوئد بود.
وی در مسابقات کشوری و بین‌المللی در مجموع برندهٔ ۴ مدال طلا، ۹ مدال نقره، ۹ مدال برنز شده‌است.